# Беате Шрот
Беате Шрот (Санкт Пелтен, 15. април 1988) је аустријска атлетичарка, препонашица која је специјалиизована за трчање на 100 м са препонама. Као јуниорка је и скакала удаљ. Поред спортске каријере студирала је медицину на Медицинском универзитету у Бечу.

## Каријера
Беате Шрот је била првак Аустрије на 100 метара са препонама 2009, 2010. и 2011. године, а 2011. такође на 100 метара. На такмичењима у дворани национални је првак на 60 метара препоне у 2011. и 2012. На 100 метара препоне држи национални рекорд 12,82 сек постигнут у Луцерну 17. јула 2012. године.
На Европском првенству у Барселони 2010, била је дисквалификована после погрешног старта у трци. Следеће године, на Светском првенству у Тегуу испала је у полуфиналу. Почетком марта 2012. на Светском дворанском првенству у Истанбулу завршила је као седма на 60 метара са препонама. Одмах након тога, Аустријски олимпијски комитет номиновао ју је у репрезентацију за Летње олимпијске игре 2012. у Лондону
Дана 7. јуна 2012, после победе на Меморијалном митингу Лизе Прокоп у Санкт Пелтену са 12,99 секунди, Атлетска федерација Аустрије због резултата који је био испод 13 секунди послала ју је на Европско првенство које се одржавало за 20 дана у Хелсинкију.. На првенству је у квалификацијама и у финалу трчала исти резултат, најбољи у сезони 12,98 сек, што јој је било довољно за четврто место, са само једном стотинком заостатка иза трећепласиране. На Европском атлетском „Врх атлетике“ у Луцерну Шротова трчи своје најбоље време 12,82 сек и тиме поправља рекорд Аустрије.
Као део седмочланог атлетског тима аустријске делегације учествовала је на Олимпијским играма у Лондону. Такмичила се у квалификацијама 6. августа и освајањем првог места у другој квалификационој групи са 13,09 сек. пласирала се у полуфинале. Са овим пласманом Шротова је испунила циљ учешћа на олимпијским играма. Следећег дана заузимањем другог места у својој полуфиналној групи са 12,83 сек. одлази у финале у којем трчи слабије 13,07 сек и на крају заузима 8. место.
На церемонији затварања Олимпијских игара у Лондону 12. августа 2012. носила је заставу Аустрије.

## Лични рекорди
- 60 м — 7,61 сек, 19. фебруар 2011, Беч
- 60 м препоне (у дворани) — 8,02 сек, 19. фебруар 2012, Беч (аустријски рекорд)
- 100 м — 11,86 сек, 6. август 2011, Инзбрук
- 100 м препоне – 12,82 сек, 17. јул 2012, Луцерн (аустријски рекотд)
- Скок удаљ: 6,10 м, 14. јул 2006, Вилах